# Klierlijst

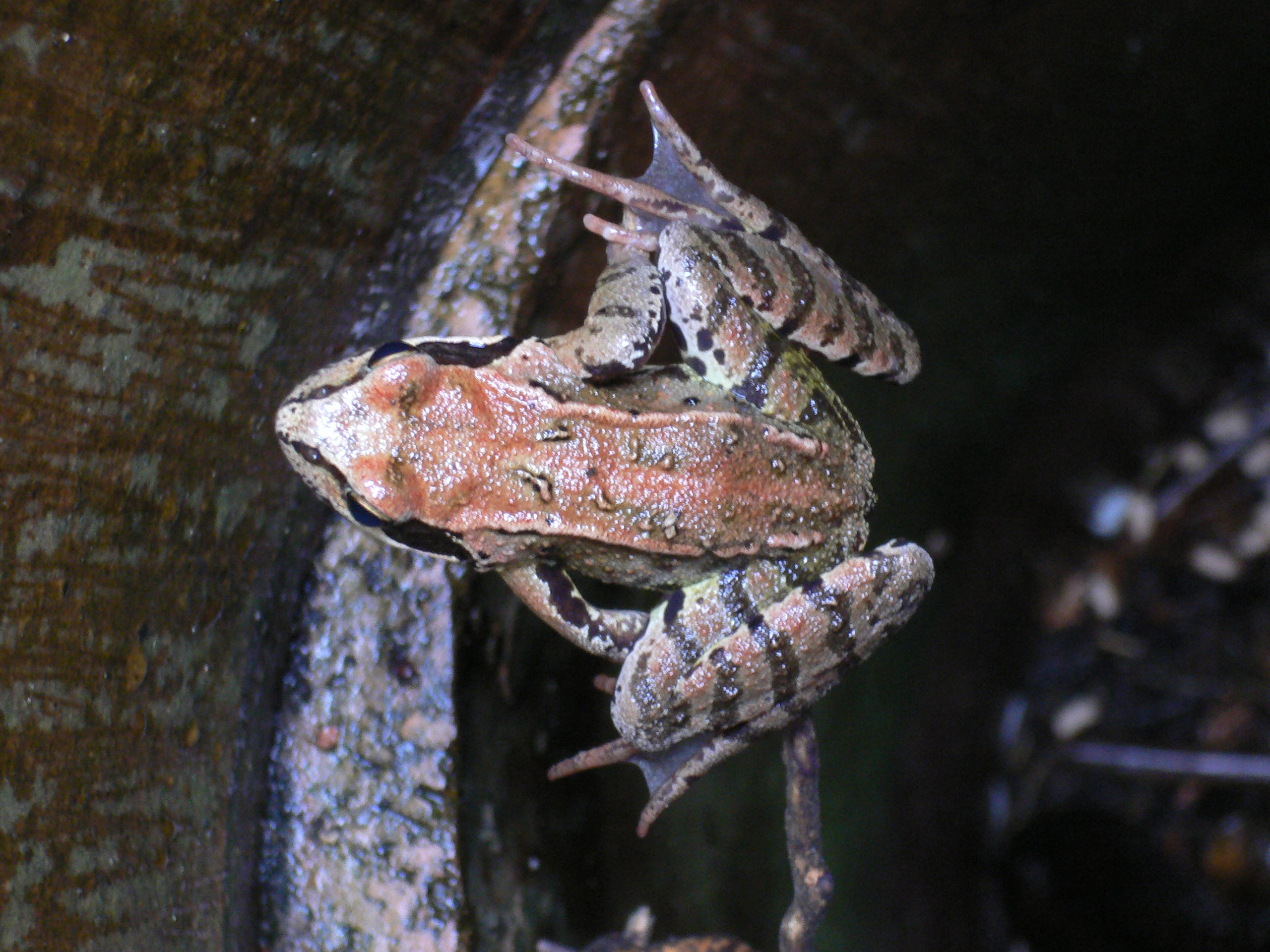
Lichte, deels onderbroken klierlijsten bij de bruine kikker (Rana temporaria).

Een klierlijst is een term in de biologie die onder andere gebruikt wordt voor de langwerpige structuren op de huid van een aantal soorten kikkers. 
Klierlijsten komen gepaard voor en bestaan uit een langwerpige 'richel' aan de bovenzijde van het lichaam. De klierlijsten dienen om de lichaamsvorm te verhullen. De kleur aan de bovenzijde is vaak lichter dan die aan de flanken zodat het lichaam in verschillende vlakken wordt 'opgedeeld'. De specifieke kenmerken van de klierlijsten zoals de vorm, de relatieve lengte zijn soms een belangrijke determinatiesleutel bij gelijkende soorten kikkers.